# Mehedine Ben Mohamed Azouz
Mehedine Ben Mohamed Azouz (en arabe : محي الدين بن محمد عزوز), aussi appelé Mehedine Mohedine Azouz (1914-19 août 1944), né vers 1914 à La Messéha, en Algérie française et mort exécuté le 18 août 1944 à Rioupéroux, est un résistant algérien du maquis de l’Oisans exécuté par la Gestapo. Son corps est retrouvé dans un charnier à Livet-et-Gavet.

## Biographie

### Jeunesse
Mehedine Ben Mohamed Azouz naît à La Messéha en 1914,; ses parents se nomment Mohamed et Sabira Bent Kaddour. Il s'installe à Livet-et-Gavet, en Isère, où il travaille en tant qu'ouvrier (manœuvre).

### Résistance
Lors de la Seconde Guerre mondiale, Azouz s'engage dans l'Armée secrète ; il rejoint le maquis de l'Oisans et la compagnie Lamy en compagnie d'un de ses camarades algériens, Yahi Saïd,. En 1944, les deux résistants sont arrêtés par la Gestapo ; ils sont ensuite torturés. Enfin, en août 1944, alors que l'Opération Dragoon permet aux forces Alliées de s'emparer du Sud de la France, et de remonter rapidement vers l'Isère, ils sont tous deux exécutés sommairement d'une balle dans la nuque,,,,. On retrouve leurs corps dans des charniers dans les environs de Livet-et-Gavet,.

## Postérité
Il est homologué auprès du Ministère des Armées et son nom figure sur les mémoriaux du maquis de l'Oisans.